# Hypericum fosteri
Hypericum fosteri är en johannesörtsväxtart som beskrevs av N.Robson. Hypericum fosteri ingår i släktet johannesörter, och familjen johannesörtsväxter. Inga underarter finns listade i Catalogue of Life.